# Tribunal Penal Internacional per a Ruanda
El Tribunal Penal Internacional per a Ruanda (TPIR) és un Tribunal Penal Internacional creat pel Consell de Seguretat de l'ONU el 8 de novembre del 1994, segons la Resolució 955 per tal de perseguir, arrestar, jutjar i condemnar els autors i promotors del Genocidi de Ruanda. El 1995 el tribunal se situà a Arusha, Tanzània, sota la Resolució 977(Des del 2006, Arusha també ha esdevingut la seu de la Cort Africana pels Drets Humans i dels Pobles. El 1998 l'operació del Tribunal fou ampliada a la Resolució 1165. A pesar de les moltes resolucions, el Consell de Seguretat va demanar al Tribunal que completés les seves investigacions l'any 2004, que acabés tots els judicis el 2008 i que completés tots els treballs el 2012.
El Tribunal ha acabat 50 judicis i ha condemnat a 29 acusats. Hi ha 11 judicis més en procés. El primer judici començà el 1997.

## Antecedents
El 6 d'abril del 1994, els presidents de Ruanda i Burundi, Juvénal Habyarimana i Cyprien Ntaryamira respectivament, moriren en estimbar-se l'avió en el qual viatjaven per un atemptat terrorista quan estava a punt d'aterrar a Kigali.
Aquest fet provocà l'inici d'una massacre que afectà a les comunitats hutu i tutsi que habitaven a la zona dels Grans Llacs africans. Durant prop d'un mes, faccions d'hutus van atacar els tutsis i els hutus moderats. Davant aquests fets, l'ONU, molt criticada, igual que els Estats Units, França i Bèlgica per la seva inacció en els pitjors moments de la massacre, va prendre la iniciativa d'intervenir a gran escala a la zona per a detenir la massacre.
Els antecedents revelats per la premsa de l'època commogueren i impactaren a l'opinió pública del món, davant el fet que es produís un genocidi després de la Declaració Universal dels Drets Humans. Amb aquests antecedents i per la demanda expressa de Ruanda -que ocupava una plaça no permanent del Consell de Seguretat en aquesta època-, es va decidir que en virtut del disposat al CApítol VII de la Carta de les Nacions Unides que ordena al Consell prendre les mesures necessàries per a restablir la pau i la seguretat del món, es va decidir establir un Tribunal Penal Internacional per a Ruanda.

## Estructura
El tribunal creat per la Resolució núm. 955 del 8 de novembre del 1994 del Consell de Seguretat de les Nacions Unides, té com a base una estructura similar al del Tribunal Penal Internacional per a l'antiga Iugoslàvia. Té la seu a la ciutat d'Aruxha, a Tanzània i el seu president és el norueg Erik Møse.
Es compon de tres sales o cambres de primera instància, conformades per tres jutges. El 14 d'agost del 2002, el Consell de Seguretat per resolució, agregà a la llista permanent de setze jutges, una de vuit jutges més ad Litem per a completar i integrar les sales del Tribunal. Fora d'aquestes tres sales de primera instància, el TPIR comparteix una cambra o sala d'apel·lacions amb el TPI per a l'exIugoslàvia.
A més, el Tribunal compta amb una fiscalia dirigida per Hassan Bubacar Jallow, de Gàmbia. Aquesta s'encarrega de buscar evidències de les autories individuals dels crims investigats per la Cort, en conjunt amb una Unitat d'Evidència i al mateix temps, d'acusar davant el Tribunal a les persones investigades.

## Funcionament
El funcionament de la Cort es regeix pels següents principis:
- Genocidi
- Crim contra la humanitat
- Violacions de l'article 3 de la Convenció de Ginebra.

El tribunal jutja els delictes comesos entre l'1 de gener i el 31 de desembre del 1994. Es pot jutjar tant als ruandesos com als estrangers que hi havia a Ruanda en el moment de cometre's els crims.
A final de l'octubre del 2005, el Tribunal havia ordenat la detenció de més de 500 persones. D'aquestes, 6 estaven complint sentència ferma a Mali, mentre que la resta (excepte sis que foren alliberats) es trobaven pendents de judici o sentència.

## Cas Akayesu
Constitueix una fita mundial a l'ésser considerada la primera condemna internacional per Genocidi i la primera a reconèixer la violència sexual com actes constitutius de genocidi. El Tribunal Penal Internacional per a Ruanda, creat el 8 de novembre del 1994, en el cas Akayesu, declarà a un acusat culpable de violació per no haver impedit ni detingut una violació en la seva qualitat d'oficial i no per haver-la comès personalment. El tribunal considerà que la violació constituïa tortura i que, donades les circumstàncies, la violació generalitzada, com a part d'unes "mesures dirigides a impedir naixements dins del grup" era un acte de genocidi. Per exemple, a les societats a on el pertànyer a una ètnia està determinada per la identitat del pare, violar a una dona per a deixar-la embarassada, pot impedir-li donar a llum el seu fill en el seu propi grup.
Jean-Paul Akayesu, antic alcalde de la ciutat ruandesa de Taba, fou arrestat a Zàmbia el 10 d'octubre del 1995 i fou transferit a la Unitat de Dentenció del Tribunal a Aruxha el 26 de maig del 1996. El judici va començar el juliol del 2007 i el 2 de setembre del 1998, la Cambra Processal el va trobar culpable de genocidi, incitació directa i pública a cometre genocidi i de crims contra la humanitat. El 2 d'octubre del 1998 fou sentenciat a presó de per vida. Akayasu compleix condemna a cadena perpètua a una presó del Mali.